# YNSA
YNSA est l’acronyme de Nouvelle acupuncture crânienne de Yamamoto (Yamamoto New Scalp Acupuncture) et représente une Méthode d’Acupuncture autonome utilisant un somatotope au sens d’un système de micro-acupuncture.

## Formation
C’est le médecin japonais Toshikatsu Yamamoto  qui a développé l’YNSA dans les années 60. Yamamoto a présenté, pour la première fois en 1973 à un Congrès japonais de Ryodoraku, les éléments principaux de l’YNSA de l’époque, les 5 points de base (A, B, C, D et E). Les points de base sont associés à des parties du corps précises. C’est ainsi par exemple que l’ensemble des membres supérieurs est traité à partir du point de base C, alors que le point de base D est attribué aux membres inférieurs.   

## Méthodologie
Depuis 1985, l’YNSA travaille  dans un premier temps principalement au niveau crânien avec des somatotopies et des points supplémentaires. Des liaisons sont associées à des parties du corps, à des fonctions du corps et à des méridiens de l'acupuncture chinoise. Les points à puncturer sont déterminés par palpation, par diagnostic du ventre et du cou.
Si le point pour les reins, par exemple, est sensible à la pression au cou, alors on posera une aiguille au point upsilon correspondant aux tempes. Si l’aiguille est bien placée à la tempe, la sensibilité au cou va disparaître et permet ainsi de contrôler immédiatement la position correcte de l’aiguille.

## Indication
La palette des indications médicinales est identique aux traitements par acupuncture qui sont recommandés par l’OMS (Organisation mondiale de la santé) et comprend avant tout le traitement de la douleur,, de l’appareil locomoteur et des maladies neurologiques comme la paralysie (l’attaque cérébrale) et les difficultés d'élocution après une congestion cérébrale. L’YNSA nécessite une formation complémentaire spécifique et est pratiquée aussi bien dans le domaine ambulatoire que dans le domaine stationnaire et dans le service d’urgence.
Elle était représentée comme partie intégrante par plusieurs discours au cours de la Conférence Asia Pacific Stroke de 2014 (APSC 2014).